# 蘇民峰
蘇民峰（英語：Peter So Man Fung，1960年11月22日—），原名蘇民立，香港堪輿學家，自稱「現代賴布衣」。

## 背景

### 早年生活
蘇民峰入行前當了新世界酒店髮型屋的理发师六年，家人經營肉糉批發生意。他小時候曾居住在九龍寨城，後住在旺角砵蘭街。家中有四兄二姊，在中四前都入讀中文學校，以中文及數學科成績較好。他於就讀小一年級時入讀德明中學（小學部），小二開始轉讀當時位於奶路臣街2號的德仁書院，之後在德仁書院讀到中四便輟學（中一至中三中文部、中四英文部，本於奶路臣街舊校上課，後隨校舍遷址美孚上學）。
自1977年起，他做過跟車、碼頭苦力、工廠雜工和跑龍套等工作。他於1983年開始以業餘性質為客人分析風水命理和向髮型屋老闆的朋友吳晚軒師傅學習風水。其後於1986年正式開班教授面相、掌相及八字命理。1987年，蘇民峰獨自前往西藏旅遊半年。期間他曾到西藏之佛教聖地「神山」、「聖湖」及深入西藏各處實地體驗。回港後他開設多間店鋪(石頭店)售賣西藏密教法器及日常用品於有緣人士，又於店內以半職業形式為各界人士觀看風水 （页面存档备份，存于）命理。

### 發展事業

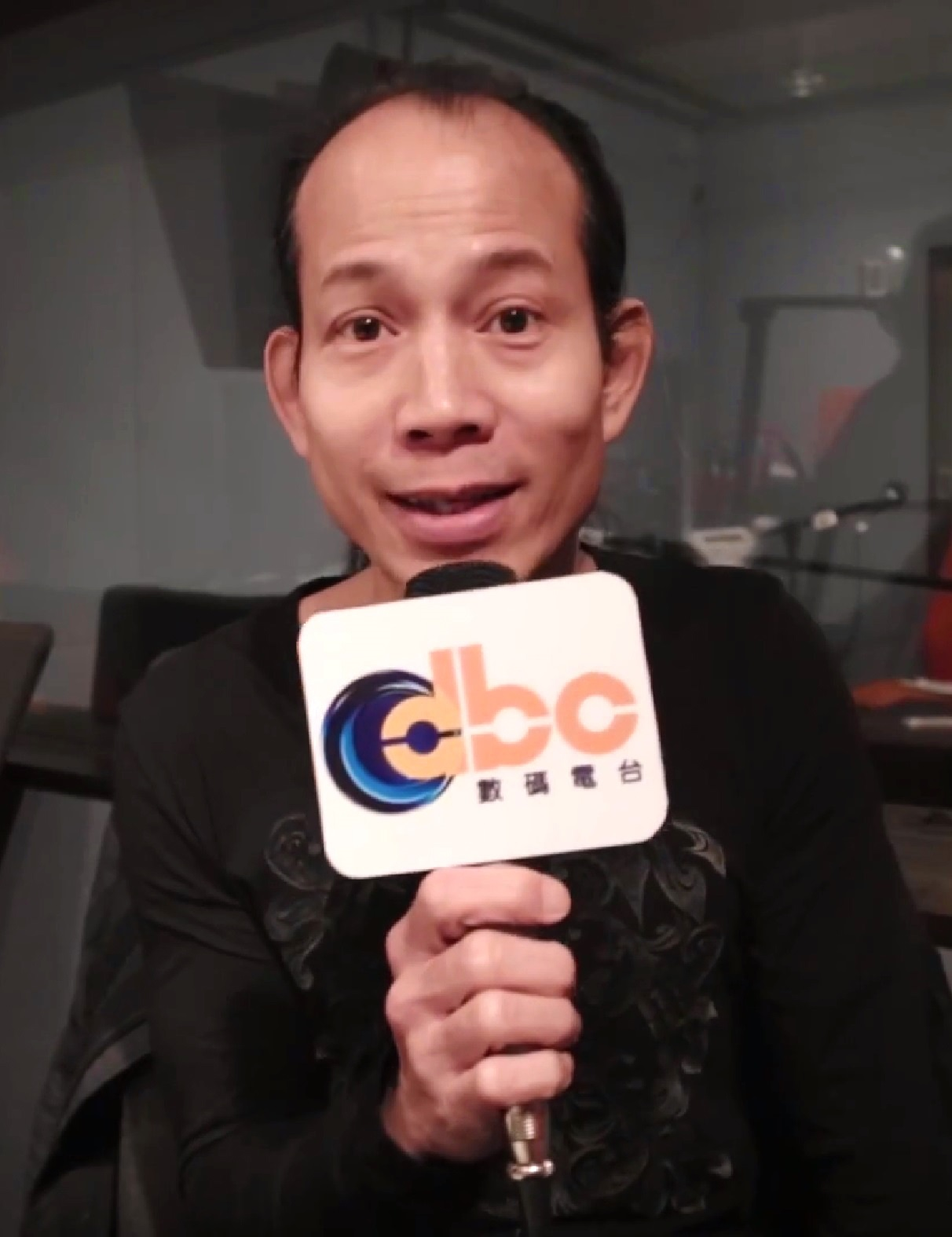
DBC數碼電台《越界傾情》訪問

1988年，蘇民峰獲聘往歐洲多國，包括瑞典、挪威、丹麥及西班牙勘察風水。回港後又受聘往加拿大等地勘察。同年他接受《繽紛雜誌》的訪問。1989年，他再到美國、加拿大、新加坡、日本、台灣等地勘察風水和接受《城市周刊》的訪問。1990年，蘇民峰接受台灣的《翡翠雜誌》、《生活報》等多本雜誌訪問，並於1991年推出《現代賴布衣手記之風水入門》錄影帶。
1992年，他正式開班教授風水。其後於1994年首次前往澳洲勘察風水及在1995年再度發行風水入門錄影帶。到了1999年，蘇民峰撰寫首本風水書籍《蘇民峰觀相知人》。之後也推出多部關於風水命理的著作。2000年，他成立個人的風水網站為客人及學徒解答的風水問題。除了研究風水命理之外，蘇民峰間中客串電影演出，比如《行運超人》。然而，亦有人批評他言过其实的風水知識。
2006年，蘇民峰與香港有線電視合作，舉辦玄學比賽，勝出者可成為蘇民峰入室弟子。當中被選中的學生與他及吳文忻一起於有線電視娛樂台的《「峰」生水起精讀班》(風水篇)亮相。據蘇民峰表示，這一系列的節目除了希望可以透過節目教會家庭觀眾基本的風水知識外，亦希望透過讓弟子親身實習，而讓他們有實戰的經驗。2007年，蘇民峰再與有線電視合作與吳文忻及新一班徒弟主持《「峰」生水起精讀班》(面相篇)。（註：原本香港電台風水節目已經同有線電視的節目合併，並移至週末播出。）同年11月10日，由蘇民峰與台灣籍女朋友楊佳佳及有線電視主持黃翠如主持的旅遊節目《40日峰狂嘆世界》播映。2008年，他首次演出電視劇《今日法庭》。

## 作品列表

### 著作
- 1999年 《蘇民峰觀相知人》
- 2000年 《蘇民峰風山水起(巒頭篇)》，《2001蛇年運程》
- 2001年 《蘇民峰風生水起(理氣篇)》、《2002馬年運程》
- 2002年 《蘇民峰玄學錦囊(相‧掌篇)》、《蘇民峰八字論命》、《2003羊年運程》
- 2003年 《蘇民峰玄學錦囊(姓名篇)》、《蘇民峰玄學錦囊(風水天書) 》、《2004猴年運程》
- 2004年 《生活玄機點滴》、《The Essential Face Reading》、《The Enjoyment of Face Reading and Palmistry》、《Feng Shui by Obervation》、《家宅風水基本法》、《2005雞年運程》
- 2005年 《2006狗年運程》、《蘇民峰掌丘掌紋篇》
- 2006年 《2007豬年運程》
- 2007年 《2008鼠年運程》、《蘇民峰中國掌相》
- 2008年 《峰show Blog》、《2009牛年運程》
- 2009年 《2010虎年運程》、《蘇民峰玄學行事曆2010》
- 2010年 《蘇民峰玄學行事曆2011》、《Essential Palm Reading》、《蘇民峰玄學錦囊 風生水起商業篇》
- 2011年 《蘇民峰玄學行事曆2012》
- 2012年 《蘇民峰2013蛇年運程》
- 2013年 《蘇民峰2014馬年運程》
- 2014年 《蘇民峰2015羊年運程》
- 2015年 《蘇民峰2016猴年運程》
- 2016年 《蘇民峰2017雞年運程》
- 2017年 《蘇民峰2018狗年運程》
- 2018年 《蘇民峰2019豬年運程》

## 演出作品

### 參與電視節目
- 2006年 《超級大細路》（第2集）
- 2006年 《「峰」生水起精讀班》（風水篇）
- 2007年 《豬事八卦蘇民峰》
- 2007年 《「峰」生水起精讀班》（面相篇）
- 2007年 《40日峰狂嘆世界》
- 2007年 《拾年》（第5集）
- 2008年 《新春金鼠全攻略》
- 2008年 《「峰」生水起精讀班》（掌相篇）
- 2009年 《星星同學會》（第19集）
- 2009年 《係咪小兒科》（第11至12集）
- 2009年 《香港獨家》（第9至10集）
- 2009年 《千奇百趣》（第17集）
- 2009年 《志雲飯局》（第143集）
- 2009年 《正識第一》（第3至4集）
- 2010年 《民峰學院》
- 2010年 《荃加福祿壽》（第10集）
- 2010年 《為食總司令》（第一輯第1集）
- 2010年 《名人廚房》（第9集）
- 2010年 《千奇百趣香港地》（第22至23集）
- 2011年 《華麗明星賽》（第9集）
- 2011年 《今日VIP》（6月2日）
- 2011年 《吹水同鄉會》（第1集）
- 2011年 《寵愛有家》（第6集）
- 2011年 《新春招牌菜》（第二輯第1集）
- 2011年 《香港有運行》（第1至2集）
- 2011年 《變身男女Chok Chok Chok》（第4集）
- 2012年 《食得峰騷》
- 2012年 《700萬人的數字》（第5至6集）
- 2012年 《皆大歡喜之溏心風暴》（第13集）
- 2012年至2013年 《順峰順水》
- 2013年 《勁歌金曲》
- 2015年 《民峰而至》
- 2015年 《姊妹淘》（第451集嘉賓）
- 2016年 《新春開運王》
- 2016年 《夢想車華》（第6集）
- 2016年 《男人食堂》（第16集）
- 2017年 《新春開運王》
- 2017年 《日日有樓睇》（12月27日嘉賓）
- 2018年 《手語隨想曲6》（第4集）
- 2020年 《搵陣》
- 2022年至今 《開壇[[[Wikipedia:格式手册/链接#章節|錨點失效]]]》
- 2022年 《鋪鋪Poker》（第13集嘉賓）

### 電台節目
- 1998年 《嘩！嘩！嘩！打到嚟！》（我愛 Cult 明星）（第14集）
- 2008年至2009年 《架勢堂》（環節名稱：咁好命）（嘉賓）
- 2009年 《如果我是》（嘉賓）
- 2012年 《聽天遊命》

## 影視作品

### 電視劇
- 2008年 《今日法庭》
- 2018年 《VR驅魔人》

### 電影
- 1992年 《神算》
- 1997年 《一個字頭的誕生》
- 2002年 《我老婆唔夠秤》飾 相士
- 2002年 《嫁個有錢人》 飾 M 字額
- 2003年 《行運超人》 飾 賴料布友人
- 2012年 《男人如衣服》
- 2015年 《猛龍特囧》 飾 劉夢龍之上司

## 廣告代言
- 2014年：肺塵埃沉着病免費檢查

## 歌曲作品
- 峰衣足食（與溫家偉合唱、節目《食得峰騷》主題曲）

## 外部連結
- 蘇民峰的新浪微博
- 蘇民峰的Facebook專頁
- 蘇民峰官方網站 （页面存档备份，存于）
- 蘇民峰風水天地部落格